# Apomecyna parumpunctata
Apomecyna parumpunctata là một loài bọ cánh cứng trong họ Cerambycidae.